# Peter Heppner
Peter Heppner (nacido el 7 de septiembre de 1967 en Hamburgo) es el vocalista de la banda electrónica alemana Wolfsheim, y ha colaborado con muchos artistas y grupos como Umbra et Imago, Paul van Dyk, Schiller y Goethes Erben.

## Carrera
Aunque ha estado activo con la banda Wolfsheim desde 1987, su primer éxito comercial lo tuvo en 1991 con el lanzamiento del sencillo "The Sparrows and the Nightingales". En 1998 fue reconocido por el éxito de NDE con Joachim Witt y su dueto en "Die Flut". En los siguientes años, se hicieron más notables sus dotes como cantante. En 2001 alcanzó un éxito internacional por "Dream of You" donde colaboró con Schiller.
En 2004 se lanzó la canción "Wir sind wir" ("nosotros somos nosotros") con Paul van Dyk. A pesar de que la canción fue controvertida por su mensaje (que algunos podían interpretar como nacionalista), los artistas hicieron una versión nueva junto con la Orquesta Filarmónica de Babelsberg para el Día de la Unidad Alemana el 3 de octubre de 2005 en Potsdam.
Su más reciente colaboración fue con el antiguo productor de Wolfsheim, José Alvarez-Brill, con la canción "Vielleicht" ("Quizás") del álbum Álvarez Presents Zeitmaschine Remixed (2005).
El primer intento solista de Heppner fue lanzado el 12 de septiembre de 2008 en Alemania con Warner Music. Las canciones del disco fueron producidas por Peter-John Vettese y Alvarez-Brill. Este álbum tuvo el sencillo Alleinesein el 5 de septiembre de 2008.